# Valenciennea puellaris
Valenciennea puellaris är en fiskart som först beskrevs av Tomiyama, 1956.  Valenciennea puellaris ingår i släktet Valenciennea och familjen smörbultsfiskar. Inga underarter finns listade i Catalogue of Life.

## Bildgalleri

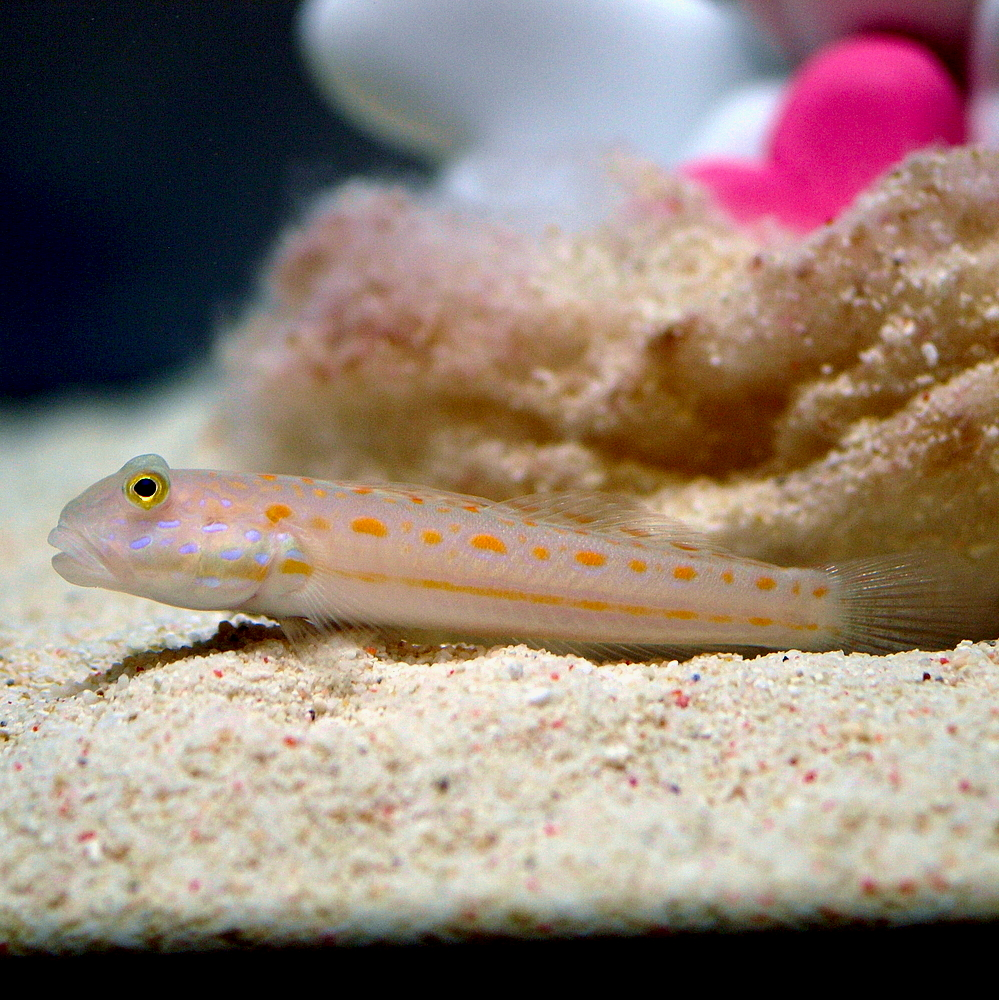